# Närproducerat
Närproducerat avser livsmedel som är producerade "nära" försäljningsstället.

## Sverige
Marknadsdomstolen har slagit fast att närproducerat inte får användas om en vara som produceras i en fabrik och säljs över hela Sverige. Bondens marknad sätter gränsen för närproducerat till högst 25 mil från försäljningsstället.